# Magneux (Haute-Marne)

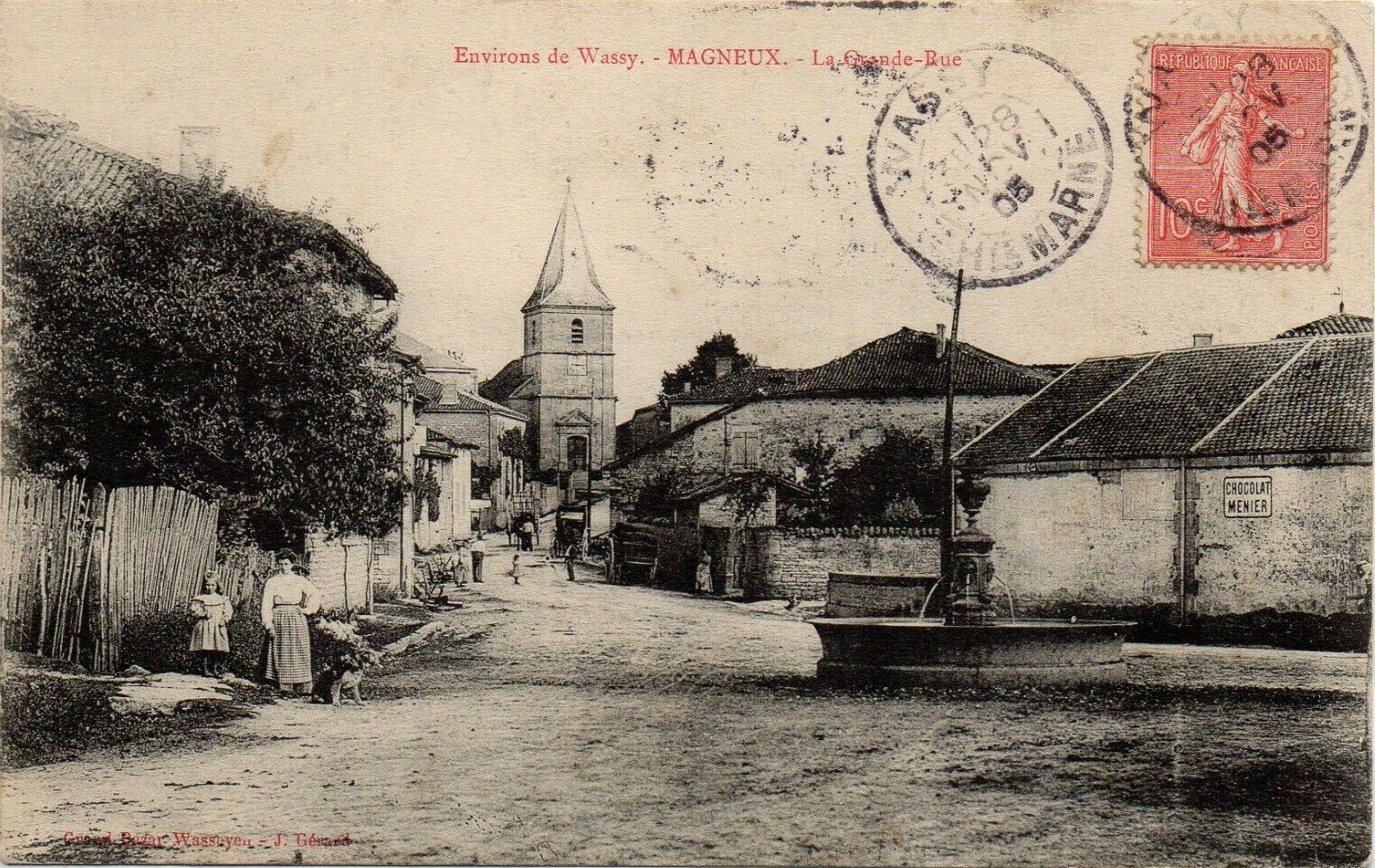
Postkarte, Magneux, 1905

Magneux ist eine französische Gemeinde mit 154 Einwohnern (Stand: 1. Januar 2022) im Département Haute-Marne in der Region Grand Est (vor 2016 Champagne-Ardenne). Sie gehört zum Arrondissement Saint-Dizier und ist Mitglied im Gemeindeverband Communauté d’agglomération du Grand Saint-Dizier, Der et Vallées.

## Geographie
Magneux liegt etwa 15 Kilometer südsüdöstlich des Stadtzentrums von Saint-Dizier. Umgeben wird Magneux von den Nachbargemeinden Troisfontaines-la-Ville im Norden, Sommancourt im Osten, Valleret im Süden, Brousseval im Südwesten sowie Wassy im Westen.

## Bevölkerungsentwicklung
| Jahr                       | 1962 | 1968 | 1975 | 1982 | 1990 | 1999 | 2006 | 2011 | 2018 |
| -------------------------- | ---- | ---- | ---- | ---- | ---- | ---- | ---- | ---- | ---- |
| Einwohner                  | 158  | 139  | 129  | 171  | 178  | 163  | 150  | 164  | 165  |
| Quellen: Cassini und INSEE |      |      |      |      |      |      |      |      |      |

## Sehenswürdigkeiten
- Kirche Saint-Maurice

## Persönlichkeiten
- Émile Baudot (1845–1903), Ingenieur